# ام‌اس وولندم
ام‌اس وولندم (به انگلیسی: MS Volendam) یک کشتی است که طول آن ۲۳۷٫۰ متر (۷۷۷٫۶ فوت) می‌باشد. این کشتی در سال ۱۹۹۹ ساخته شد.